# Pau Gasol
Pau Gasol Sáez (født 6. juli 1980, i Sant Boi de Llobregat, Spanien) er en spansk basketballspiller, der spiller som forward og center i Euro league klubben FC Barcelona.
Gasol kom ind i ligaen i 2001, og spillede sine første seks sæsoner for Memphis Grizzlies, inden skiftede til Los Angeles Lakers. Før sin NBA-karriere spillede Gasol for FC Barcelona i den spanske liga. Hans lillebror, Marc Gasol spiller også i NBA.
5. oktober 2021 annoncerede basketballspilleren sit karrierestop. Han nåede at spille 1.362 NBA kampe, hvori han scorede 22.992 point

## Landshold
Gasol er en fast del af det spanske landshold, der blandt andet blev verdensmestre ved VM i Japan i 2006. Desuden var han en del af landets trup ved OL 2008 i Beijing.